# Scandalo di Arpalo
Lo scandalo di Arpalo fu una vicenda giudiziaria del IV secolo a.C. che coinvolse l'oratore Demostene e altri politici di spicco dell'Atene contemporanea.

## Primo arrivo di Arpalo
Nel 324 a.C. Arpalo, tesoriere di Alessandro Magno che si era reso colpevole di vizi sfrenati ed era timoroso di una severa punizione, fuggì da Babilonia con 5000 talenti, con cui arruolò circa 6000 mercenari, e si diresse verso le coste dell'Asia Minore per navigare verso l'Attica.
Tuttavia, quando egli giunse ad Atene, i cittadini lo respinsero, impauriti dall'improvviso arrivo di una tale quantità di truppe, e Arpalo fu costretto a rifugiarsi a capo Tenaro.

## Secondo arrivo di Arpalo e suo imprigionamento
Nella città sorse un grande dibattito sulla possibilità o meno di ospitare il fuggiasco, fino a quando questo si ripresentò con una parte dei soldi e solamente due navi in veste di supplice e fu ammesso in città.
Arpalo quindi fu imprigionato dagli Ateniesi incitati da Demostene e Focione, nonostante l'opposizione di Iperide, che voleva sfruttare l'occasione per scatenare una rivolta contro Alessandro Magno. L'assemblea popolare, accogliendo la proposta di Demostene, decise di sorvegliare i soldi di Arpalo, che furono affidati a un comitato diretto da Demostene stesso. Furono conteggiati 350 talenti, anche se Arpalo aveva dichiarato di averne 700, ma Demostene e gli altri membri del comitato decisero di non rendere nota la differenza tra le due somme.

## Processo di Demostene
Quando Arpalo fuggì e si rifugiò a Creta, l'oratore dovette fronteggiare un'ondata di malcontento della popolazione nei suoi confronti, che credeva che egli avesse rubato quel denaro. L'Areopago condusse un'inchiesta e alla fine condannò Demostene ad una multa di 20 talenti. Nel processo a Demostene di fronte all'Eliea, Iperide, il principale accusatore, disse che Demostene aveva ammesso di aver tenuto i soldi, ma che aveva detto di averli usati per il bene del popolo e di averli prestati senza chiedere interessi. Il giudice respinse questa scusa e accusò Demostene di essere stato corrotto da Alessandro Magno.
L'oratore venne multato di 50 talenti e imprigionato, ma dopo pochi giorni evase grazie alla sbadatezza o all'aiuto di alcuni cittadini e si recò a Calauria, Egina e infine Trezene. Ancora oggi non si sa con certezza se le accuse contro di lui fossero fondate o meno. In ogni caso, gli Ateniesi presto abrogarono la sentenza e inviarono una nave ad Egina per riportare Demostene in patria.

## Interpretazioni
Gli storici danno diverse interpretazioni del primo arrivo di Arpalo con 6000 mercenari.
Alcuni pensano che Arpalo volesse incitare Atene alla guerra contro Alessandro Magno, mentre altri sostengono il contrario, affermando che Atene si stava già preparando per la guerra e il clima con Alessandro era già piuttosto teso: questo spiegherebbe il fatto che gli Ateniesi, alla vista della flotta di Arpalo, pensarono che si trattasse di un'invasione. Probabilmente Arpalo giunse la prima volta armato sicuro di non essere accettato – d'altronde solo pochi anni prima l'arrivo improvviso di una singola nave macedone aveva suscitato un grande scandalo – ma con lo scopo di terrorizzare gli Ateniesi e indurli alla guerra contro la Macedonia ricordando loro quanto precaria e fragile era la loro pace.
Anche la seconda comparsa di Arpalo come supplice potrebbe essere stata finalizzata alla promozione della guerra contro la Macedonia: Atene aveva alle spalle una lunga tradizione di accoglienza nei confronti dei supplici, esuli da Paesi governati da tiranni. Arpalo, che aveva ottenuto la cittadinanza ateniese in seguito alla donazione di una grande quantità di grano, avrebbe potuto fare a meno di presentarsi come supplice appellandosi al suo status di cittadino, ma non lo fece perché preferì far leva sull'orgoglio degli abitanti di Atene, che più volte in passato avevano mosso guerra contro altre nazioni con il pretesto dell'accoglienza di supplici.
Sfortunatamente per Arpalo, Atene scelse di continuare a trattare con Alessandro per via diplomatica e il tesoriere macedone fu imprigionato.